# Avenida do Marechal Gomes da Costa (Porto)
A Avenida do Marechal Gomes da Costa é um arruamento nas freguesias de Lordelo do Ouro e Foz do Douro, da cidade do Porto, em Portugal.
A Avenida do Marechal Gomes da Costa é tida como a área residencial mais seleta da cidade. Corre no sentido este-oeste, fazendo a ligação entre a Avenida da Boavista e a Foz. É uma avenida ampla, retilínea, com faixas de rodagem separadas por uma placa central ajardinada e arborizada.

## Origem do nome
Inicialmente denominada Avenida do Gama – referência ao navegador Vasco da Gama – uma sessão da Câmara Municipal do Porto de 4 de abril de 1930 deliberou dar-lhe o nome do homem «que nas colónias e nos campos da Flandres, revelou sempre as suas altas qualidades de insigne militar e patriota». A avenida homenageia Manuel de Oliveira Gomes da Costa, militar e político português, décimo presidente da República e o segundo da Ditadura Nacional, regime instituído pelo golpe militar de 28 de maio de 1926.

## Características
Com 1570 metros de comprimento, a avenida desenvolve-se segundo um eixo linear reto, sofrendo uma ligeira inflexão entre a interseção com a Rua de Serralves e a Avenida da Boavista. É rematada, a sul, pela circular Praça do Império e, a norte, pela bifurcação com a Avenida da Boavista.
O perfil transversal da avenida mantém-se ao longo de todo o comprimento. Estudos de 1930 propunham uma largura de 36 metros, estando prevista a colocação de duas linhas de tração elétrica na faixa central. Tal não se chegou a concretizar e a avenida acabou por ser construída com 33 metros de largura, com um separador central verde densamente arborizado, duas faixas de rodagem, uma faixa de estacionamento longitudinal e passeio sem vegetação em cada um dos lados. A habitação unifamiliar de dois pisos é a tipologia de edificações dominante, por regra, respeitando um afastamento de 7 metros da via pública.
A malha urbana que se desenvolveu na envolvente da avenida pendura-se neste eixo, a partir de uma composição ortogonal de pequenos quarteirões, também ocupados maioritariamente por moradias unifamiliares. Apesar do investimento público de construção de habitação – Bairro de Casas Económicas Marechal Gomes da Costa, de 1950 – esta zona residencial foi sendo ocupada por uma burguesia abastada, tornando-se numa das áreas mais nobres da cidade.
Espaço público de reconhecida qualidade na cidade do Porto, a Avenida do Marechal Gomes da Costa criou a sua forte identidade a partir do rigor e da continuidade do seu traçado; da baixa densidade e homogeneidade tipológica da construção; e da veemência da vegetação, árvores de grande porte que se alinham ao longo de todo o comprimento da faixa central e jardins privados de vegetação variada e densa.

## História
O prolongamento da Avenida da Boavista até ao mar, levou ao desenvolvimento de projetos de expansão e crescimento da malha urbana do Porto em direção ao litoral. Em 1916, Cunha Morais publica o seu estudo Os Melhoramentos da Cidade do Porto no qual propõe a criação de um acesso rápido à Foz, por meio de uma avenida retilínea, comprida e larga.
Atravessando terrenos agrícolas, em 1922 começa a abrir-se a ampla avenida, ligando a Boavista à Rua do Gama (hoje Rua de Diu), na Foz do Douro. Concluída em 1931, ao longo da nova via erguem-se casas unifamiliares de arquitetura moderna, projetadas pelos mais conceituados arquitetos portuenses das décadas de 1930 e 1940, destinadas a uma clientela endinheirada. Entre elas, merecem destaque a Casa Daniel Barbosa, projeto de 1936 de Januário Godinho, e os edifícios localizados na zona de confluência com a Avenida da Boavista, atualmente classificados como Conjunto de Interesse Público.
Em 1941, os estudos levados a cabo pelo arquiteto italiano Giovanni Muzio – ao qual foi encomendado o Plano Geral de Urbanização da cidade – e pelo Gabinete de Urbanização do Porto, sob a direção de Arménio Losa, estabelecem o zonamento residencial desta área da cidade e estruturam o sistema urbano da Avenida do Marechal Gomes da Costa.
A expansão e a densificação da malha urbana associada a este novo eixo viário são suportadas pelo forte crescimento da rede de transportes públicos e pela construção, por iniciativa pública, do Bairro de Casas Económicas Marechal Gomes da Costa, em 1950. Trata-se de um conjunto de habitação económica de promoção estatal desenvolvido pelo Estado Novo, destinado à classe média: um agrupamento de 186 moradias unifamiliares, de renda económica, geminadas duas a duas, com quintal e jardim. Na implantação destas moradias houve a preocupação de adequar a orientação solar, de forma a que as fachadas principal e posterior, ficassem expostas ao sol, tanto no verão como no inverno.
A Avenida do Marechal Gomes da Costa, inicialmente residencial, reúne hoje uma multiplicidade de atividades. Muitas das moradias e palacetes foram transformadas em estabelecimentos de ensino, sedes de empresas ou agências bancárias. Desde 1999, o equipamento de maior notoriedade é, sem dúvida, o Museu de Arte Contemporânea de Serralves, que reúne um património edificado notável ao nível arquitetónico e paisagístico.
Em 2024, uma faixa de rodagem em cada sentido da avenida está a ser alvo de obras com vista à circulação da Linha 1 (Metrobus do Porto).

## Pontos de interesse

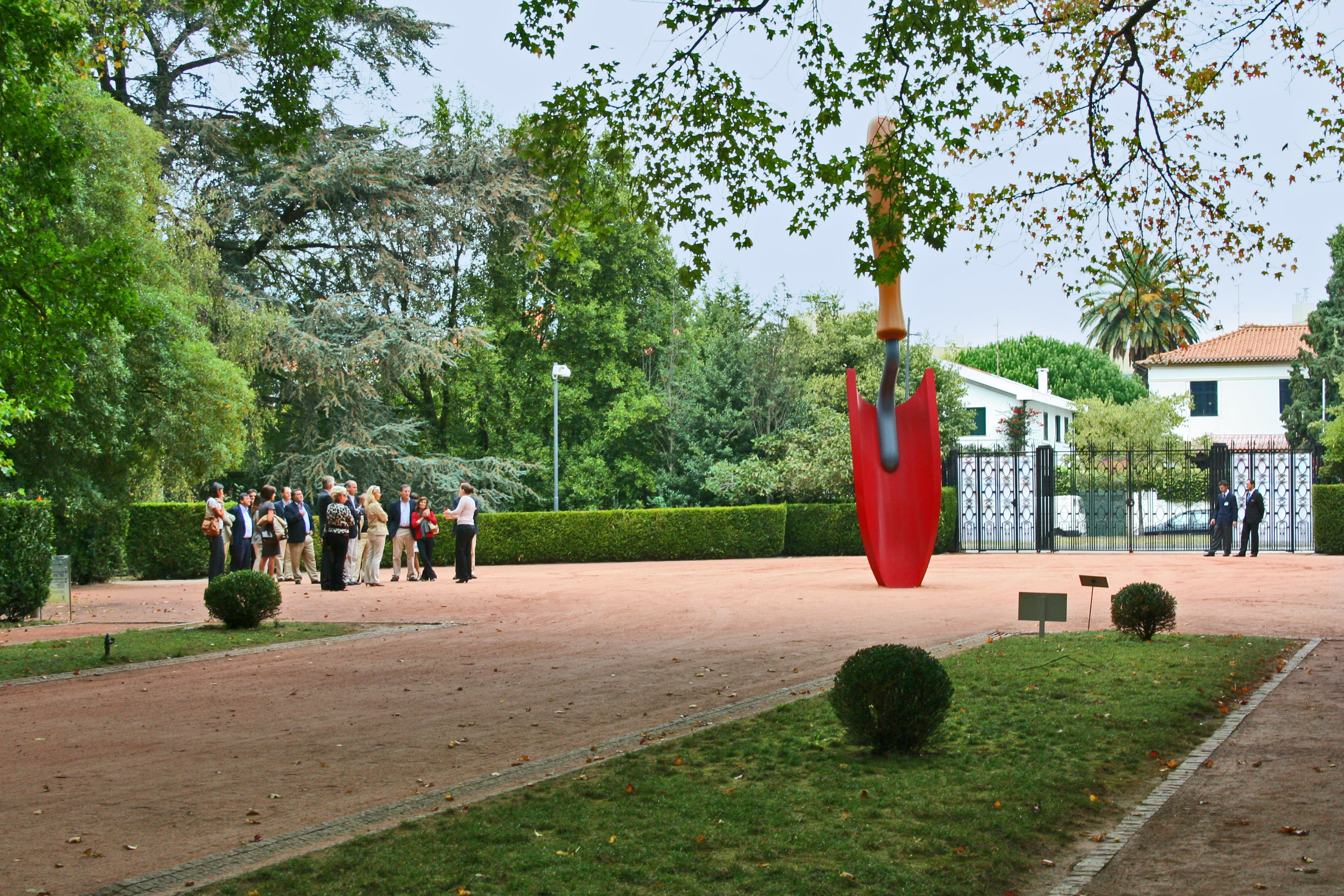
Parque de Serralves

- Monumento ao Empresário, no topo leste da avenida, no entroncamento com a Avenida da Boavista. Elemento escultórico de grandes dimensões realizado em 1992 por José Rodrigues, compõe-se de uma esfera em mármore de Estremoz raiado com 3,5m de diâmetro; um prisma irregular com 20m de altura e base equilátera de 6m de lado; um prisma irregular com 10m de altura e base equilátera de 5m de lado; uma pirâmide de 4m de altura e base equilátera de 1m de lado. O conjunto é animado com efeitos de água e luz.
- Parque de Serralves e Museu de Arte Contemporânea de Serralves, projeto de Siza Vieira, com entrada na esquina com a Rua de D. João de Castro.
- Monumento de homenagem ao político alemão Willy Brandt, sensivelmente a meio da avenida.
- Casa Daniel Barbosa, no n.º 1103, projeto de 1936 da autoria de Januário Godinho.[4]
- Monumento ao Esforço Colonizador Português, no topo oeste, mais precisamente na Praça do Império. Foi construído para a Exposição Colonial Portuguesa, inaugurada em junho de 1934 no Palácio de Cristal, projetado por José Sousa Caldas e Alberto Ponce de Castro[8]. Compõe-se de um obelisco encimado com as armas nacionais; na base, seis esculturas estilizadas simbolizam as figuras a quem se deve o esforço colonizador: a mulher, o militar, o missionário, o comerciante, o agricultor e o médico.